# Берсут (река)
Берсут (тат. Бөрсет) — река в Мамадышском районе Республики Татарстан (Россия), правый приток Камы (впадает в Камский залив Куйбышевского водохранилища). Является памятником природы регионального значения.

## Описание
Длина реки составляет 54 км; площадь водосбора — 552 км². Протекает по возвышенной равнине, сильно расчленённой оврагами и балками. Долина реки асимметрична; в широкой (2—3 км) устьевой части прослеживаются камские террасы, заходящие в долину и поднимающиеся над Куйбышевским водохранилищем. Невысокий обрыв третьей террасы сверху и по склону покрыт густыми зарослями леса: внизу — лиственного, а выше — соснового (лесистость водосбора 24 %). Пойма реки узкая. Русло извилистое, узкое (5—6 м), неразветвлённое.
Берсут принимает 30 притоков, крупнейшим из которых (29 км) является река Сунь. Густота речной сети в бассейне составляет 0,37 км/км². Река маловодна, зарегулирована, по её руслу образованы 3 пруда суммарным объёмом 1,1 млн. м³. Питание реки смешанное, преимущественно снеговое (59%).
Режим реки с 1935 года изучается на водомерном посту у села Урманчеево. Скорость течения составляет 0,5—1 м/с на перекатах и 0,2—0,3 м/с на плёсах. Питание смешанное, с преобладанием снегового. Модуль подземного питания 0,5—5 л/(с·км²). Гидрологический режим характеризуется высоким половодьем и низкой меженью. За время весеннего половодья проходит до 70 % годового стока. Средне-годовые колебания уровня воды у села Урманчеево 3,3 м (максимальный — 4,9 м). Средний многолетний слой годового стока в бассейне 170 мм, слой стока половодья — 100 мм. Весеннее половодье начинается в первой декаде апреля. Ледостав образуется в первой декаде ноября; толщина льда к концу зимы достигает 65 см. Средний многолетний меженный расход воды в устье 1,43 м³/с. Средний годовой расход воды у села Урманчеево — 2,55 м³/с; максимальный расход воды 274 м³/с был отмечен весной 1979 года.
Вода в реке гидрокарбонатно-сульфатно-кальциевая, мягкая весной (1,5—3,0 мг-экв/л) и жёсткая (6,0—9,0 мг-экв/л) в межень, средней минерализации в половодье (150—250 мг/л) и повышенной (500—600 мг/л) — в межень; средняя мутность 1500 мг/л. По комплексным оценкам качество воды в реке Берсут в 2004—2005 годах характеризовалось как «грязная» (4а класс качества) по 11 ингредиентам.

## Использование
Река Берсут имеет большое хозяйственное значение для региона. Её вода используется предприятиями сельского хозяйства, в которых имеются животноводческие фермы, летние лагеря КРС и молодняка, скотомогильники, кладбища, склады минеральных удобрений и ядохимикатов (в том числе и в водоохранной зоне).

## Охрана
Постановлением Совета Министров Республики Татарстан от 10 января 1978 г. № 25 долина реки Берсут была объявлена памятником природы регионального значения, подлежащим особой охране